# Эйхберг, Оскар
Оскар Эйхберг (нем. Ferdinand Oskar Eichberg; 21 января 1845, Берлин — 13 января 1898, Берлин) — немецкий пианист, композитор, дирижёр, музыковед и музыкальный критик.

## Биография
Ученик Фридриха Киля и Карла Альберта Лёшгорна. Концертировал как пианист с раннего возраста (Джакомо Мейербер отмечал в своём дневнике 1860 года посещение его концерта). В дальнейшем выступал в большей степени как хоровой дирижёр, в 1874 г. инициировал первое в Берлине исполнение оратории Ференца Листа «Легенда о святой Елизавете». Вёл активную педагогическую деятельность, на протяжении многих лет возглавлял Общество преподавателей и преподавательниц музыки в Берлине. Был также одним из соучредителей берлинского Вагнеровского общества.
Композиторское наследие Эйхберга состоит преимущественно из вокальных сочинений, в том числе на слова Генриха Гейне, Эдуарда Мёрике, Фридриха Рюкерта и Фридриха Боденштедта («Песни Мирзы Шафи»). Опубликовал книгу «Парсифаль: Введение в сочинения Вольфрама фон Эшенбаха и Рихарда Вагнера» (нем. Parsifal: Einführung in die Dichtungen Wolframs von Eschenbach und Richard Wagners; 1882) с анализом вагнеровской оперы «Парсифаль» и, отдельным изданием, анализ ранней вагнеровской Симфонии до мажор (1887). Интенсивно публиковался как музыкальный критик; написанные Эйхбергом обзоры «исторических концертов» Антона Рубинштейна вышли отдельным изданием в английском переводе. Кроме того, под редакцией Эйхберга в 1879—1889 гг. издавался «Всеобщий немецкий музыкальный календарь».
В настоящее время Эйхберга помнят, главным образом, как единственного музыкального критика, положительно отозвавшегося на премьеру Второй симфонии Густава Малера; Малер откликнулся на рецензию благодарственным письмом Эйхбергу.